# Tryszczyń
Tryszczyń, Jezioro Tryszczyńskie – jezioro w Polsce, położone w województwie kujawsko-pomorskim, w powiecie inowrocławskim, w gminie Kruszwica. Jest to niewielkie jezioro rynnowe o znacznej głębokości, będące przed wiekami częścią jeziora Gopło. Położone jest ono w odległości ok. 2 km od Kruszwicy, między miejscowościami Bródzki, Grodztwo i Wróble. Gatunki ryb jakie występują w tym jeziorze to lin, krąp, płoć, szczupak, wzdręga, węgorz.  

## Legenda o Białej Pani
Według miejscowej legendy, w czasach gdy jezioro stanowiło część Gopła, nad jego brzegiem mieszkał rybak Tryszcz z żoną Malwiną. Wiedli spokojny żywot, bez waśni i swarów. Pewnego razu Tryszcz podczas połowu spotkał niezwykłą postać – Białą Damę, która poprosiła go o wybudowanie świątyni na wyspie, na środku jeziora. Rybak spełnił prośbę, choć budowa trwała bardzo długo. Miejscowi mieszkańcy z czcią i szacunkiem odnosili się do tego miejsca, ale znalazł się wśród nich grzesznik Szymon-Tomasz, który zbezcześcił święte miejsce, za co spotkała go kara – wraz z budowlą zapadł się pod wodę. Podobno świątynia ma znowu pojawić się na powierzchni, gdy tylko ludzie będą żyli tak zgodnie, jak w czasach Tryszcza i Malwiny.